# Schleuse (flod)
Schleuse er en 34 km lang flod i Thüringer Wald og Thüringer Schiefergebirge. Floden ligger i det sydlige Thüringen i Tyskland. Nahe er en af dens bifloder. Schleuse udmunder i Werra. 
50°36′35″N 10°53′37″Ø / 50.6097°N 10.8936°Ø